# Wolcottville
Wolcottville é uma cidade  localizada no estado americano de Indiana, no Condado de LaGrange e Condado de Noble.

## Demografia
Segundo o censo americano de 2000, a sua população era de 933 habitantes.
Em 2006, foi estimada uma população de 958, um aumento de 25 (2.7%).

## Geografia
De acordo com o United States Census Bureau tem uma área de
2,7 km², dos quais 2,7 km² cobertos por terra e 0,0 km² cobertos por água. Wolcottville localiza-se a aproximadamente 298 m acima do nível do mar.

## Localidades na vizinhança
O diagrama seguinte representa as localidades num raio de 16 km ao redor de Wolcottville.